# Reclaiming the Glory
Reclaiming the Glory fu il torneo indetto dalla federazione National Wrestling Alliance il 2 giugno 2007 per riassegnare il titolo NWA World Heavyweight Championship ad un proprio lottatore dopo il termine della collaborazione con la TNA (oggi Impact Wrestling) e la riassegnazione dello stesso alla propria federazione..

## Struttura del torneo
I lottatori furono divisi in quattro gruppi di quattro wrestler ciascuno e ad ognuno dei quattro gruppi fu dato il nome di un grande wrestler del passato ottenendo così quattro gironi denominati Jay Briscoe, 'Harley Race, Terry Funk e Lou Thesz . 

Ogni girone determinò un semifinalista. 
Il primo turno si svolse dal 2 al 30 giugno, il secondo tra il 30 giugno ed il 21 luglio, il terzo tra il 12 ed il 18 agosto e la finale il 1º settembre.
Il vincitore fu Adam Pearce, il quale sconfisse Brent Albright a Bayamón nel corso di uno spettacolo della International Wrestling Association. Pearce fu in realtà sconfitto in semifinale da Bryan Danielson ma Danielson subì un infortunio (distaccamento della retina) in un match tenutosi ad agosto nella Ring of Honor ed al suo posto fu inserito inserito Pearce.

### Girone Lou Thesz
|  | Primo Round            | Primo Round       | Primo Round            |                        |              | Quarti di finale | Quarti di finale | Quarti di finale |  |
|  |                        |                   |                        |                        |              |                  |                  |                  |  |
|  | Canada (bandiera)      | Glamour Boy Shane |                        |                        |              |                  |                  |                  |  |
|  | Canada (bandiera)      | Glamour Boy Shane |                        |                        |              |                  |                  |                  |  |
|  | Stati Uniti (bandiera) | Fred Sampson      |                        |                        |              |                  |                  |                  |  |
|  | Stati Uniti (bandiera) | Fred Sampson      |                        | Stati Uniti (bandiera) | Fred Sampson |                  |                  |                  |  |
|  |                        |                   |                        | Stati Uniti (bandiera) | Fred Sampson |                  |                  |                  |  |
|  |                        |                   | Stati Uniti (bandiera) | Brent Albright         | [ 1 ]        |                  |                  |                  |  |
|  | Stati Uniti (bandiera) | Brent Albright    | Stati Uniti (bandiera) | Brent Albright         | [ 1 ]        |                  |                  |                  |  |
|  | Stati Uniti (bandiera) | Brent Albright    |                        |                        |              |                  |                  |                  |  |
|  | Giappone (bandiera)    | Osamu Nishimura   |                        |                        |              |                  |                  |                  |  |

Primo round
- 9 giugno a Mesa (Arizona) Fred Sampson sconfisse Glamor Boy Shane
- 2 giugno a Salyersville in Kentucky Brent Albright sconfisse Osamu Nishimura

Quarti di finale
- 30 giugno a Chula Vista California Brent Albright sconfisse Fred Sampson vincendo il girone Lou Thesz

### Girone Terry Funk
|  | Primo round            | Primo round        | Primo round        |                     |                    | Quarti di finale | Quarti di finale | Quarti di finale |  |
|  |                        |                    |                    |                     |                    |                  |                  |                  |  |
|  | Stati Uniti (bandiera) | Pepper Parks       |                    |                     |                    |                  |                  |                  |  |
|  | Stati Uniti (bandiera) | Pepper Parks       |                    |                     |                    |                  |                  |                  |  |
|  | Svizzera (bandiera)    | Claudio Castagnoli |                    |                     |                    |                  |                  |                  |  |
|  | Svizzera (bandiera)    | Claudio Castagnoli |                    | Svizzera (bandiera) | Claudio Castagnoli |                  |                  |                  |  |
|  |                        |                    |                    | Svizzera (bandiera) | Claudio Castagnoli |                  |                  |                  |  |
|  |                        |                    | Messico (bandiera) | Sicodelico, Jr.     | [ 1 ]              |                  |                  |                  |  |
|  | Messico (bandiera)     | Sicodelico, Jr.    | Messico (bandiera) | Sicodelico, Jr.     | [ 1 ]              |                  |                  |                  |  |
|  | Messico (bandiera)     | Sicodelico, Jr.    |                    |                     |                    |                  |                  |                  |  |
|  | Stati Uniti (bandiera) | Roughneck Ryan     |                    |                     |                    |                  |                  |                  |  |

Primo round
- 16 giugno a Danvers, Massachusetts Claudio Castagnoli sconfisse Pepper Parks
- 30 giugno a Lebanon, Tennessee Sicodelico, Jr. sconfisse Roughneck Ryan

Quarti di finale
- 21 luglio Wallingford, Connecticut Claudio Castagnoli sconfisse Sicodelico, Jr. vincendo il girone Terry Funk

### Girone Jack Brisco
|  | Primo round            | Primo round     | Primo round        |                        |                 | Quarti di finale | Quarti di finale | Quarti di finale |  |
|  |                        |                 |                    |                        |                 |                  |                  |                  |  |
|  | Stati Uniti (bandiera) | Bryan Danielson |                    |                        |                 |                  |                  |                  |  |
|  | Stati Uniti (bandiera) | Bryan Danielson |                    |                        |                 |                  |                  |                  |  |
|  | Canada (bandiera)      | Nelson Creed    |                    |                        |                 |                  |                  |                  |  |
|  | Canada (bandiera)      | Nelson Creed    |                    | Stati Uniti (bandiera) | Bryan Danielson |                  |                  |                  |  |
|  |                        |                 |                    | Stati Uniti (bandiera) | Bryan Danielson |                  |                  |                  |  |
|  |                        |                 | Irlanda (bandiera) | Fergal Devitt          | [ 1 ]           |                  |                  |                  |  |
|  | Irlanda (bandiera)     | Fergal Devitt   | Irlanda (bandiera) | Fergal Devitt          | [ 1 ]           |                  |                  |                  |  |
|  | Irlanda (bandiera)     | Fergal Devitt   |                    |                        |                 |                  |                  |                  |  |
|  | Australia (bandiera)   | Mikey Nicholls  |                    |                        |                 |                  |                  |                  |  |

Primo round
- 16 giugno a Vancouver, Columbia Britannica, Canada Bryan Danielson sconfisse Nelson Creed
- 30 giugno a Quincy, Massachusetts Fergal Devitt sconfisse Mikey Nicholls

Quarti di finale
- 21 luglio a North Tonawanda, New York Bryan Danielson sconfisse Fergal Devitt vincendo il girone Jack Brisco

### Girone Harley Race
|  | Primo round            | Primo round    | Primo round            |                        |             | Quarti di finale | Quarti di finale | Quarti di finale |  |
|  |                        |                |                        |                        |             |                  |                  |                  |  |
|  | Stati Uniti (bandiera) | Damian Wayne   |                        |                        |             |                  |                  |                  |  |
|  | Stati Uniti (bandiera) | Damian Wayne   |                        |                        |             |                  |                  |                  |  |
|  | Stati Uniti (bandiera) | Chad Parham    |                        |                        |             |                  |                  |                  |  |
|  | Stati Uniti (bandiera) | Chad Parham    |                        | Stati Uniti (bandiera) | Chad Parham |                  |                  |                  |  |
|  |                        |                |                        | Stati Uniti (bandiera) | Chad Parham |                  |                  |                  |  |
|  |                        |                | Stati Uniti (bandiera) | Adam Pearce            | [ 1 ]       |                  |                  |                  |  |
|  | Stati Uniti (bandiera) | Adam Pearce    | Stati Uniti (bandiera) | Adam Pearce            | [ 1 ]       |                  |                  |                  |  |
|  | Stati Uniti (bandiera) | Adam Pearce    |                        |                        |             |                  |                  |                  |  |
|  | Stati Uniti (bandiera) | Aaron Aguilera |                        |                        |             |                  |                  |                  |  |

Primo round
- 2 giugno a Cornelia, Georgia Chad Parham sconfisse Damian Wayne
- 2 giugno a Lodi, New Jersey Adam Pearce sconfisse Aaron Aguilera

Quarti di finale
- 13 luglio a Covina, California Adam Pearce sconfisse Chad Parham vincendo il girone Harley Race

### Semifinali e finale
Semifinali
- 12 agosto a Charlotte, Carolina del Nord Brent Albright sconfisse Claudio Castagnoli
- 18 agosto a Vancouver in Columbia Britannica, Canada Bryan Danielson sconfisse Adam Pearce

Finale
- 1º settembre a Bayamón, Porto Rico Adam Pearce sconfisse Brent Albright vincendo il torneo e diventando il nuovo detentore del titolo.